# Партия коммунистов Кыргызстана
Партия коммунистов Кыргызстана (кирг. Кыргызстан Коммунисттеринин Партиясы, сокращённо ПКК) — коммунистическая партия в Кыргызстане. Основана 22 июня 1992 года, зарегистрирована 17 сентября 1992 года.

## Программные цели
Партия позиционирует себя как организацию рабочего класса, крестьянства, трудовой интеллигенции и предпринимателей, созданную для защиты свободы, равенства, социальных прав и интересов трудящихся, которая в своей деятельности руководствуется марксизмом-ленинизмом. Выступает за гражданское согласие и подлинно демократическое развитие, восстановление Киргизской социалистической республики, за строительство обновлённого социализма с кыргызской спецификой и демократического государства на социалистических принципах, в котором должны главенствовать такие ценности, как право и гражданская ответственность человека, интернационализм и коллективизм, социальная справедливость и реальная власть трудящихся, осуществляемая через самоуправление народа.
Партия, поддерживая многоукладный характер экономики, выступает за построение социально-ориентированной планово-рыночной экономики при ведущей роли коллективных форм хозяйствования на селе и государственной собственности в ключевых отраслях экономики. Коммунисты на первое место ставят развитие отечественного производства, установление государственного контроля за внешней торговлей, ценообразованием и проведением сбалансированной бюджетно-налоговой политики.
В социальной сфере партия выступает за гарантированное обеспечение для каждого человека права на труд, отдых, обеспеченную старость, бесплатное образование и медицинскую помощь, регулярную периодическую индексацию заработной платы, пенсий, стипендий и пособий, а также за индексирование и возврат денежных вкладов населения на 1 января 1992 года.
ПКК считает, что парламентская форма правления является более подходящей для Кыргызстана и выступает за выборность всех трёх ветвей власти (законодательной, исполнительной и судебной).
ПКК готова к сотрудничеству со всеми силами народно-патриотической ориентации. При этом программные документы указывают, что партия определяет свою стратегию и тактику с учётом конкретной ситуации и расстановки общественно-политических сил, внутренней и внешней политики республики.

## История
На выборах 2000 года набрала по партсписку 27,65 % голосов избирателей (5 мандатов в Парламент по партийным спискам и один депутат по одномандатному округу). В период с 2001 по 2005 годы ПКК была самой крупной партией в парламенте страны (15 мест из 60).
На выборах 2005 года в парламент был избран только один из лидеров партии Исхак Масалиев. В отличие от предыдущих выборов, в 2005 году депутаты избирались только по одномандатным округам, голосования за партийные списки не проводилось. 28 февраля наблюдатели от ОБСЕ и Европарламента признали прошедшие выборы не соответствующими международным нормам. Они указали на попытки давления на избирателей со стороны как президента, так и оппозиции, а также выявили случаи подкупа избирателей.
На парламентских выборах в декабре 2007 получила 5,12 % голосов (8 мест в Парламенте).
В 2010 году партия оказалась на осадном положении. 14 мая Службой национальной безопасности был арестован лидер партии Исхак Масалиев по подозрению в организации беспорядков в Ошской области 13—14 мая, направленных против Временного правительства; 28 мая 2010 был выпущен до суда под домашний арест, в марте 2011 года решением суда был полностью оправдан. На досрочных выборах того же года партия впервые с 1995 года не смогла пройти в Жогорку Кенеш (парламент Кыргызстана).
31 июля 2010 Масалиев, уже освобождённый к этому времени из СИЗО, ушёл в отставку, чтобы вывести партию из-под удара. В тот же день председателем ЦК ПКК избрана Бумайрам Мамасейитова. 24 августа 2010 в Бишкеке прошёл XXV (внеочередной) съезд ПКК, выдвинувший на выборах в парламент список во главе с Мамасейитовой, заместителем председателя ЦК Николаем Байло и первым секретарём Бишкекского горкома Шералы Эгембердиевым.
Выборы 2010 года для ПКК завершились провалом. Впервые в своей истории коммунисты оказались без парламентского представительства, не сумев преодолеть заградительный барьер (5 % от общего числа зарегистрированных избирателей).
Пленум ЦК ПКК 9 апреля 2011 вернул на пост председателя партии Исхака Масалиева, который 10 марта был оправдан судом «за отсутствием состава преступления в его действиях». Бумайрам Мамасейитова стала заместителем председателя, а занимавший ранее эту должность Николай Байло ушёл в отставку по состоянию здоровья. 16 июля 2011 года в Бишкеке на XXVII съезде ПКК председатель ЦК партии Исхак Масалиев был выдвинут кандидатом в президенты на запланированные 30 октября президентские выборы. 12 октября на расширенном заседании бюро ЦК ПКК с участием всех первых секретарей областных комитетов партии большинством голосов было принято решение не участвовать в выборах.
18 апреля 2015 года внеочередной XXXIX съезд ПКК в Бишкеке согласился с предложением И. Масалиева не выдвигать на парламентских выборах 2015 года собственного списка и согласиться на включение кандидатов-коммунистов партии в списки партий, имеющих шансы пройти в парламент.
На пленуме ЦК ПКК 2 мая 2015 года Исхак Масалиев ушёл в отставку с поста председателя ЦК Партии коммунистов Кыргызстана, так как по его словам, лидер партии не имеет право идти на выборы под чужим флагом. Исполняющим обязанности председателя ЦК избран Шерали Эгембердиев.
С ноября 2015 года Исхак Масалиев избран депутатом Жогорку Кенеша 6-го созыва по списку партии «Онугуу-Прогресс». В 2016 году Исхак Масалиев вновь избран председателем ЦК ПКК.
Внеочередной XL съезд ПКК, состоявшийся в Бишкеке 22 июля 2017, выдвинул Исхака Масалиева кандидатом в президенты на выборах, назначенных на 15 октября 2017 (Правда, 25-26 июля 2017).
По словам председателя ЦК ПКК И.А.Масалиева, ПКК насчитывает к декабрю 2023 года около 5000 членов и представлена в Жогорку Кенеше VII созыва одним депутатом (Правда, 22-25.12.2023).

## Руководители
- 1992—2004 — Абсамат Масалиев[13]
- 2004 — Бактыбек Бекбоев[14]
- 2004—2005 — Николай Байло[15]
- 2005—2010 — Исхак Масалиев[16][17]
- 2010—2011 — Бумайрам Мамасейитова[18]
- 2011—2015 — Исхак Масалиев[17]
- 2015—2016 — Шерали Эгембердиев[10]
- 2016—по н. в. — Исхак Масалиев[19]